# James Webb III
Pour les articles homonymes, voir James Webb.
James Webb III, né le 16 août 1993 à Augusta, Géorgie, est un joueur américain de basket-ball. Il évolue aux postes d'ailier et d'ailier fort.

## Biographie

### Carrière universitaire
Il passe sa première année universitaire au North Idaho College (en) entre 2012 et 2013.
Puis, il part à l'université d'État de Boise où il joue pour les Broncos entre 2014 et 2016.

### Carrière professionnelle
Le 23 juin 2016, lors de la draft 2016 de la NBA, automatiquement éligible, il n'est pas sélectionné. Le 3 juillet 2016, il signe un contrat de deux ans partiellement garanti avec les 76ers de Philadelphie. Il participe aux NBA Summer League 2016 de Las Vegas et de Salt Lake City avec les 76ers. À Las Vegas, en cinq matches (dont trois titularisations), il a des moyennes de 5,4 points, 2,4 rebonds, 1 passe décisive et 1,2 interception en 13 minutes par match. À Salt Lake City, en deux matches, il a des moyennes de 9,5 points, 6 rebonds, 0,5 passe décisive et 0,5 interception en 20 minutes par match.
Webb s'engage pour la saison 2022-2023 avec le club espagnol de Valence. Le club participe à l'EuroLigue.

## Statistiques

### Universitaires
Les statistiques en matchs universitaires de James Webb III sont les suivantes :
| Saison    | Équipe           | Matchs | Titul. | Min./m | % Tir | % 3pts | % LF | Rbds/m. | Pass/m. | Int/m. | Ctr/m. | Pts/m. |
| --------- | ---------------- | ------ | ------ | ------ | ----- | ------ | ---- | ------- | ------- | ------ | ------ | ------ |
| 2012-2013 | North Idaho (en) |        |        |        |       |        |      |         |         |        |        |        |
| 2013-2014 | Boise State      |        |        |        |       |        |      |         |         |        |        |        |
| 2014-2015 | Boise State      | 32     | 27     | 27,7   | 55,2  | 40,9   | 65,5 | 8,03    | 0,59    | 1,12   | 0,62   | 11,22  |
| 2015-2016 | Boise State      | 31     | 30     | 30,6   | 49,4  | 24,8   | 68,4 | 9,13    | 1,10    | 1,42   | 0,65   | 15,77  |
| Total     |                  | 63     | 57     | 29,1   | 51,8  | 33,0   | 67,6 | 8,57    | 0,84    | 1,27   | 0,63   | 13,46  |

## Palmarès
- First-team All-MWC (2016)
- Second-team All-MWC (2015)
- MWC Newcomer of the Year (2015)
- MWC All-Defensive Team (2015)